# George McAfee
George Anderson McAfee (Spitzname: „One Play“; * 13. März 1918 in Corbin, Kentucky, USA; † 4. März 2009 in Durham, North Carolina) war ein American-Football-Spieler. Er spielte in der National Football League (NFL) bei den Chicago Bears.

## Spielerlaufbahn

### Collegekarriere
George McAfee besuchte in Ironton, Ohio die High School. Nach dem Schulabschluss studierte er von 1937 bis 1939 an der Duke University und spielte dort überwiegend auf der Position eines Halfback American Football. 1937 und 1939 konnte er mit seinem Team die Conference Meisterschaft gewinnen. Im Jahr 1938 zog er mit der Mannschaft in den Rose Bowl ein. Dort unterlag man allerdings der University of Southern California mit 7:3. McAfee, der neben American Football auch Baseball spielte und Leichtathletik betrieb, wurde 1939 zum All-American gewählt.

### Profikarriere
McAfee wurde im Jahr 1940 durch die Chicago Bears in der ersten Runde an zweiter Stelle gedraftet. Trainer der Mannschaft war George Halas, dem es gelungen war zahlreiche All-Star-Spieler wie Dan Fortmann und Joe Stydahar an das Team zu binden. Bereits in seinem Rookiejahr wurde McAfee mit dem Team NFL-Meister. Sie gewannen im Endspiel gegen die Washington Redskins mit 73:0. McAfee, der auch in der Defense zum Einsatz kam, fing eine Interception ab und konnte den Ball zu einem Touchdown in die gegnerische Endzone tragen. Im Jahr 1941 gelang es McAfee seine zweite Meisterschaft zu gewinnen. Im NFL-Endspiel wurden die New York Giants mit 37:9 besiegt und McAfee konnte diesmal mit einem Lauf einen Touchdown erzielen.
Aufgrund des Zweiten Weltkriegs erhielt die Karriere von McAfee einen deutlichen Knick. Er musste von 1942 bis 1945 seinen Wehrdienst bei der U.S. Navy leisten und konnte daher nicht für die Bears auflaufen. Erst im Laufe der Saison 1945 konnte McAfee wieder in das Spielgeschehen eingreifen. Aufgrund einer Fersenverletzung erhielt er in der Saison 1946 nur wenig Möglichkeit sein Können unter Beweis zu stellen. Zum 24:14 Endspielsieg der Bears gegen die Giants konnte er nur wenig beitragen. 1950 beendete McAfee seine Laufbahn.
McAfee war nicht nur ein gefährlicher Halfback. Er konnte auch als Spieler in der Defense überzeugen. So gelang es ihm 25 Pässe abzufangen und damit zwei Touchdowns zu erzielen. Die Bears setzten ihn auch immer wieder als Punt Returner ein. Sein dabei erzielter Karriere-Laufdurchschnitt von 12,8 Yards war lange Jahre NFL-Rekord.

## Ehrungen
George McAfee spielte einmal im Pro Bowl, dem Abschlussspiel der besten Spieler einer Saison. Er wurde dreimal zum All-Pro gewählt. McAfee ist Mitglied NFL 1940s All-Decade Team, in der Pro Football Hall of Fame, in der Duke Sports Hall of Fame und in der College Football Hall of Fame. Seine Rückennummer wird durch die Bears nicht mehr vergeben.

## Nach der NFL-Karriere
George McAfee arbeitete nach seiner Spielerlaufbahn im Ölgeschäft. Er war verheiratet und ist auf dem Saint Stephens Episcopal Church Memorial Gardens in Durham beerdigt.